# Věž svatého Fiakra
Věž svatého Fiakra je pozůstatkem opevnění města Cambrai v departementu Nord ve Francii. Tato věž je historickou památkou od 1. prosince 1997.
Odvozuje svůj název od hřbitova ze 13. století, který se na tomto místě nacházel. Byla součástí městských hradeb na konci 14. století. Její půdorys je půlkruhový a pískovcové základy jsou položeny několik metrů pod povrchem země. Stojí na boulevard de la Liberté v blízkosti městského koupaliště a lycea Julese Ferry.